# Mazda Titan
Mazda Titan — среднетоннажный грузовой автомобиль, выпускаемый брендом Mazda с 1971 года вместо Mazda E2000. Автомобиль также известен как Kia Titan и Ford Trader. С 2004 года модель изготавливается на основе Isuzu Elf.

## История
Первый прототип появился в 1971 году для замены Mazda E2000. Для более тяжёлых условий эксплуатации существовал также XB-Titan T2700 с дизельным двигателем объёмом 2,7 л, мощностью 81 л. с. В 1977 году модель была значительно реставрирована: обновлены решётка радиатора и бампер, поворотники стали более квадратными для вентиляционных отверстий в кабине. Логотип «M» был заменён логотипом «MAZDA». На основе данной модели был создан пассажирский автобус малой вместимости Mazda Parkway.
В 1980 году дебютировало ещё одно поколение Titan. Объём двигателя увеличился до 4052 см³ с появлением нового шестицилиндрового дизельного двигателя ZB и 10-ступенчатой трансмиссии. Двумя годами позднее была представлена версия автобуса Mazda Parkway второго поколения, основанная на новом Titan.
В 1989 году Titan производился с новым кузовом, похожим на кузов предыдущего поколения. Логотипы «Titan» были изменены на заглавные буквы везде, даже в брызговиках.
В 2000 году пошёл в производство 1-тонный Mazda Titan, являющийся преемником Bongo Brauny. Четырьмя годами позднее модели стали выпускать на шасси Isuzu Elf.
Современная версия Mazda Titan производится с 2007 года.